# HMS Petard (G56)
«Пітард» (G56) (англ. HMS Petard (G56) — військовий корабель, ескадрений міноносець типу «P» Королівського військово-морського флоту Великої Британії за часів Другої світової війни.

## Історія створення
«Пітард» був закладений 26 грудня 1939 на верфі компанії Vickers-Armstrongs, Ньюкасл-апон-Тайн. 15 червня 1942 року увійшов до складу Королівських ВМС Великої Британії.